# AMT AutoMag III
L'AMT Automag III est un pistolet semi-automatique à simple action fabriqué par Arcadia Machine and Tool (en) (AMT). Il est créé par Harry Sanford, inventeur du pistolet original AutoMag. L'Automag III est principalement chambré pour la cartouche .30 Carbine, conçue à l'origine pour la carabine M1 durant la Seconde Guerre mondiale. C'est également l'un des rares pistolets disponibles dans la cartouche 9 mm Winchester Magnum (en), mais seuls les pistolets originaux de la production AMT sont fabriqués dans ce chambrage ; la production ultérieure de Galena est limitée aux modèles .30 Carbine. Le pistolet est fabriqué en acier inoxydable et dispose d'un chargeur de 8 balles.